# Převorský kostel svaté Marie

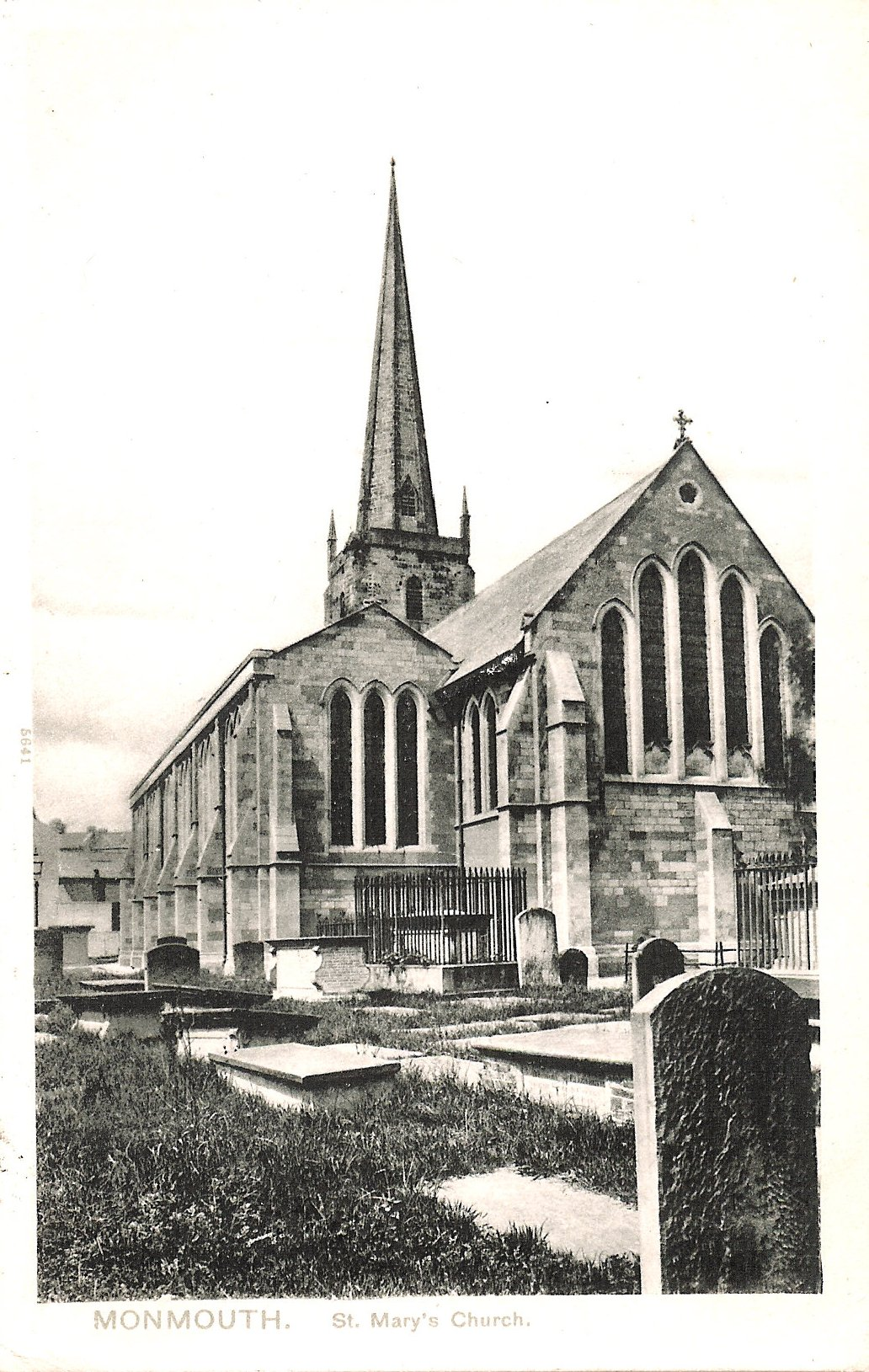
Pohled na kostel v roce 1905

Převorský kostel svaté Marie v Monmouthu v Monmouthshiru je anglikánským kostelem zasvěceným panně Marii, který byl původně založen v roce 1075 jako součást benediktinského monmouthského převorství. Současná stavba pochází ovšem zejména z 18. a 19. století. Od roku 1952 patří mezi zákonem chráněné stavby coby Grade II* listed building. Je jednou z 24 zastávek na naučné stezce Monmouthem.

## Dějiny
Převorský kostel byl založen Withenocem, Bretoncem, který se stal pánem z Monmouthu v roce 1075, poté, co Roger de Breteuil, syn Williama fitzOsberna upadl v nemilost, neboť povolil své sestře vdát se za Rapha de Gaela, přestože s tím král Vilém I. Dobyvatel nesouhlasil.
Převorství bylo přiřazeno k saumurskému opatství a bylo vysvěceno za přítomnosti Williama fitzBaderona v roce 1101. Později v dvanáctém století bylo rozšířeno a stalo se farním kostelem. Dnes ovšem z původní budovy nezbývá o mnoho víc než krátký úsek normanské zdi.
Věž z čtrnáctého století je postavena z místního materiálu zvaného starý červený pískovec. Po rušení anglických klášterů v roce 1536 budova chátrala a okolo roku 1730 se zmiňuje jako rozpadlá. V letech 1736-1737 ji zásadně přestavěl Francis Smith of Warwick, který postavil novou hlavní loď, nicméně i tato stavba se víceméně nedochovala. V roce 1743 byl přidán nový vrcholek věže do výšky 60 metrů podle návrhu Nathaniela Wilkinsona z Worcesteru.
Okolo roku 1850 se Monmouthská rada rozhodla zavřít hřbitov u kostela, neboť se zbytky rozpadajících těl objevovaly nad zemí. Navíc se o obyvatelích nedalekého Whitecrossu říkalo, že umírají předčasně, a z hřbitova přicházel smrad. V roce 1851 byl otevřen Monmouthský hřbitov a ten se stal novým místem pro pohřby.
Koncem devatenáctého století kostel skoro úplně přestavěl George Edmund Street. Původně měl dokonce v úmyslu celý původní kostel zbořit a na jeho místě postavit nový, ale odhadovaná cena 22 tisíc liber byla příliš vysoká a tak mu nezbylo než se spokojit s rekonstrukcí, která ponechala dvě zdi z původní lodě a věžičku.
Kostel je zdaleka nejvyšší budovou v Monmouthu.

## Vnitřek
Současný vnitřek pochází z roku 1882 a byl původně určený pro tisíc lidí, ale mnohé lavice byly později odstraněny.
Vnitřní vitráže pocházejí z osmdesátých let devatenáctého století a jejich autorem je Charles Eamer Kempe. Za zvláště hezké je považované okno zvané „Čtyři rajské řeky“ zobrazující Píšon, Gíchón, Eufrat a Tigris. Ty zaplatil Charles Henry Crompton-Roberts z Drybridge House, místní významný obchodník a mecenáš. Po Kempeho smrti jeho firma vyrobila ještě „okno čtyř Edvardů“ na jižní stěně, dokončené v roce 1911. Je na něm Eduard VII., Eduard III. Vyznavač, Eduard I. a Eduard, Černý princ.

## Zvony
Přesný původ zvonů není znám, nicméně podle nejstarších pramenů v roce 1673 zaplatil kostel za příslušenství k pěti zvonům. Dnes je zde osm zvonů:
| Zvon | Průměr (mm) | Váha (kg) | Ladění |
| 1    | 710         | 246       | Es     |
| 2    | 740         | 248       | D      |
| 3    | 800         | 305       | C      |
| 4    | 865         | 357       | B      |
| 5    | 950         | 510       | As     |
| 6    | 990         | 550       | G      |
| 7    | 1070        | 660       | F      |
| 8    | 1200        | 860       | Es     |